# Fuentebureba
Fuentebureba település Spanyolországban, Burgos tartományban. Fuentebureba Grisaleña, Berzosa de Bureba, Busto de Bureba, Cubo de Bureba és Zuñeda községekkel határos. Lakosainak száma 56 fő (2024).

## Népesség
A település népessége az utóbbi években az alábbiak szerint változott:
| Lakosok száma | 78   | 71   | 59   | 53   | 46   | 46   | 52   | 45   | 40   | 56   |
|               | 2001 | 2004 | 2006 | 2009 | 2011 | 2014 | 2016 | 2019 | 2021 | 2024 |